# Irby (Washington)
Irby es un área no incorporada ubicada en el condado de Lincoln en el estado estadounidense de Washington.

## Geografía
Irby se encuentra ubicado en las coordenadas 47°21′34″N 118°51′0″O / 47.35944, -118.85000.